# Joe Albany
Joseph „Joe“ Albany (* 24. Januar 1924 in Atlantic City als Joseph Albani, New Jersey; † 11. Januar 1988 in New York City) war ein amerikanischer  Jazz-Pianist des Bebop. Er spielte mit Charlie Parker und Lester Young.

## Leben und Wirken
Der Italoamerikaner Joe Albany lernte das Klavierspiel schon als Kind, spielte zunächst Harmonika, übersiedelte nach Los Angeles und spielte mit Leo Watson 1941, im Orchester von Benny Carter 1943 und kurz mit Georgie Auld und Boyd Raeburn. Nach New York kam Albany 1944, arbeitete dort mit Max Kaminsky, ging aber zur Westküste zurück, wo er 1946 zusammen mit Charlie Parker (Yardbird in Lotusland, Spotlite), Howard McGhee, Miles Davis spielte. 1945 entstanden für das Aladdin Label Aufnahmen mit Lester Young 1945. Danach arbeitete Albany als freischaffender Musiker, meist in der Nähe von Los Angeles; 1957 nahm er mit Warne Marsh ein Album für Riverside auf (The Right Combination).
Drogenprobleme hielten ihn in den 1950er und 1960er Jahren immer wieder von der Jazzszene fern. Er lebte meist zurückgezogen in Europa. Mitte der 1960er Jahre spielte er kurz mit Charles Mingus (1963). Erst in den 1970er Jahren kehrte er zurück und nahm einige Platten auf, u. a. mit Ralph Peña, Joe Venuti, Art Pepper (The Garden State Jam Sessions, 1975) und dann mehrere unter eigenem Namen. Außerdem trat er als Solist im West End Cafe sowie in Trios mit Art Davis, Bob Whitlock, Frank Butler oder Roy Haynes auf; 1980 entstand sein letztes Album Portrait of an Artist.
Seine Tochter Amy Jo Albany schrieb über ihn das Erinnerungsbuch Low Down: Junk, Jazz, and Other Fairy Tales from Childhood (Bloomsbury, 2003). Der Regisseur Jeff Preiss drehte basierend auf Amy Albanys Buch 2010 die Filmbiographie Joe Albany – Mein Vater, die Jazzlegende (Low Down); die Rolle von Joe Albany spielte John Hawkes.
Carole Langer drehte 1980 über ihn die Dokumentation Joe Albany... a Jazz Life, in der er schonungslos über seine Drogenabhängigkeit und seine gescheiterten Ehen berichtete.

## Auswahldiskographie
- The Right Combination (OJC, 1955) mit Warne Marsh
- Proto-bopper (1973), mit Bob Whitlock, Nick Martinis
- Birdtown Birds – Live at Jazzhus Montmartre 1973 (Steeplechase)
- Two’s A Company (Steeplechase, 1974) mit Niels-Hennig Oersted Pedersen
- Live In Paris (Fresh Sound Records, 1977) mit Alby Cullaz und Aldo Romano
- Bird Lives (Storyville, 1979) mit Art Davis, Roy Haynes

## Belege/Anmerkungen
1. ↑  Informationen über Hal McKusick und Joe Albany bei Jazzwax (2010)
2. ↑  sie wurden von Blue Note neu herausgegeben (The Complete Aladdin Sessions)
3. ↑  Die Aufnahmen waren eine Übungs-Session für einen Live-Auftritt, der 2004 bei VSOP als Live from Dana Point 1957 herauskam
4. ↑  Jazz pianist biopic ‘Low Down‘ can’t find its rhythm, New York Post, October 22, 2014, abgerufen am 8. Januar 2015

| Personendaten    | Personendaten                    |
| ---------------- | -------------------------------- |
| NAME             | Albany, Joe                      |
| ALTERNATIVNAMEN  | Albany, Joseph (wirklicher Name) |
| KURZBESCHREIBUNG | amerikanischer Jazzpianist       |
| GEBURTSDATUM     | 24. Januar 1924                  |
| GEBURTSORT       | Atlantic City, New Jersey        |
| STERBEDATUM      | 11. Januar 1988                  |
| STERBEORT        | New York City, New York          |